# 日本の企業一覧 (水産・農林)
日本の企業一覧(水産・農林) （にほんのきぎょういちらん すいさん・のうりん）は、水産業と農林業を扱う日本の企業の一覧である。
このうち上場企業については、証券コード・ISINコードを付記する。
2022年（令和4年）6月時点で、上場企業のうち水産・農林業に分類される企業は11社である。

## ア行
- 秋川牧園（東証スタンダード・1380 / JP3107400008）
- アクシーズ（東証スタンダード・1381 / JP3108030002）
- アグリ・ヴァンティアン

## カ行
- カネコ種苗（東証スタンダード・1376 / JP3216200000）
- 極洋（東証プライム・1301 / JP3257200000）

2003年（平成15年）まで、大証1部・名証1部・福証・札証にも上場。
- 小岩井農場
- 小林種苗

## サ行
- サカタのタネ（東証プライム・1377 / JP3257200000）

## ナ行
- ニッスイ（東証プライム・1332 / JP3718800000）

2003年（平成15年）まで、名証1部・福証・札証にも上場。

## ハ行
- ベルグアース（東証スタンダード・1383/ JP3835730007）
- 宝幸水産（東証1部・大証1部・1351 / ）

2002年（平成14年）、会社更生法適用。現在は上場廃止。
- ホーブ（東証スタンダード・1382 / JP3837630007）
- ホクト（東証プライム・1379 / JP3843250006）
- ホクリヨウ（東証スタンダード・1384 / JP3845670003）

## マ行
- マルハニチロ（東証プライム・1333 / JP3876600002）（旧：マルハ）

2003年（平成15年）まで、大証1部・名証1部・福証にも上場。2004年（平成16年）3月に上場廃止し、4月にマルハグループ本社の完全子会社となる。2008年（平成20年）4月、マルハニチロ水産に社名変更。2014年（平成26年）4月、マルハニチロホールディングス、マルハニチロ食品を含む5社を吸収合併し、マルハニチロに商号変更し再上場。

## ヤ行
- 雪国まいたけ（東証プライム・1375 / ）

2015年（平成27年）6月まで東証2部（1378）に上場。上場廃止しベインキャピタル傘下に入るが、2020年（令和2年）9月東証1部に再上場。